# Cemil Turan
Cemil Turan, (1 de gener de 1947) és un exfutbolista turc de la dècada de 1970.
Fou 44 cops internacional amb la selecció turca. Pel que fa a clubs, defensà els colors de Sarıyer G.K., Istanbulspor i Fenerbahçe SK.

## Palmarès
- Süper Lig: 1973-74, 1974-75, 1977-78
- Copa turca de futbol: 1974, 1979
- Supercopa turca de futbol: 1973, 1975
- Copa del Primer Ministre turca de futbol: 1973, 1980
- Copa de l'Associació d'Escriptors d'Esports Turcs: 1973, 1975, 1976, 1978, 1979, 1980